# Tom Van Imschoot
Tom Van Imschoot (Tienen, 4 september 1981) is een Belgisch voetbaltrainer en voormalig voetballer. Als voetballer kon hij zowel links als centraal op het middenveld worden uitgespeeld.

## Spelerscarrière

### STVV
Van Imschoot zette op 5-jarige leeftijd zijn eerste voetbalstappen bij amateurclub KVK Tienen, een club uit de stad waar hij geboren werd. Op zijn dertiende werd hij hier weggeplukt door de Limburgse profclub Sint-Truiden VV. Op Stayen groeide Van Imschoot uit tot een balvaardige en balvaste middenvelder met een prima linkervoet. In 2002, op 21-jarige leeftijd, kon hij zich doorzetten tot het eerste elftal van de club waarna hij officieel debuteerde in de eerste klasse van het Belgisch voetbal. Zijn grote doorbraak kwam er in het seizoen 2004/05, toen hij een hoofdrol speelde in de strijd van de Limburgse club tegen de degradatie. Onder meer dankzij de assists en de goals van Van Imschoot wist Sint-Truiden zich toen nipt te handhaven in de hoogste afdeling. 

### Westerlo
In de zomer van 2005 tekende hij een contract bij reeksgenoot KVC Westerlo. In zijn eerste seizoen bij de club was Van Imschoot meteen een onbetwiste basispion in het Kempense elftal. Toen Jan Ceulemans in 2007 trainer werd raakte hij zijn basisplaats echter kwijt. In januari 2009 legde hij een aanbieding van de toenmalige Griekse eersteklasser APS Panthrakikos, waar landgenoot Emilio Ferrera toen hoofdtrainer was, naast zich neer.

### RAEC Mons
In de zomer van 2009 trok hij de deur van Westerlo dan toch achter zich toe en tekende hij een contract bij tweedeklasser RAEC Mons dat een seizoen eerde net uit de hoogste klasse was gedegradeerd, hier groeide Van Imschoot opnieuw uit tot een basisspeler. Het doel was om de club zo snel mogelijk terug naar eerste klasse te brengen, in zijn eerste seizoen met Mons werd de eindronde bereikt. In deze eindronde bleek KAS Eupen echter te sterk. Eén jaar later werd deze eindronde opnieuw bereikt en ditmaal wist Van Imschoot met zijn club wel de promotie af te dwingen. In de twee daaropvolgende seizoenen was hij met Mons actief in eerste klasse.

### KV Oostende
In juni 2013 ondertekende hij een contract voor één seizoen met optie op een extra jaar bij KV Oostende. Die optie werd in 2014 ook gelicht. Tijdens het Gala van de Gouden Schoen 2012 won hij de Fair Play Trofee. Twee maanden nadat Van Imschoot bij Oostende had getekend nam Marc Coucke de club over en pompte er veel geld in wat ook een serieuze kwaliteitsinjectie aan spelers opleverde. In zijn eerste seizoen bij de club kwam hij nog relatief vaak aan spelen toe maar in zijn tweede seizoen kwam hij door de zware concurrentie niet in actie.

### FC Eindhoven
Van Imschoot tekende in augustus 2015 een eenjarig contract bij de Nederlandse tweedeklasser FC Eindhoven. De club nam hem transfervrij over van KV Oostende, waar hij voorgaand seizoen dus niet tot spelen kwam. Voor Van Imschoot was het zijn eerste buitenlandse avontuur in zijn voetbalcarrière. Na één seizoen bij Eindhoven stopte hij in 2016 met het profvoetbal om zich op een carrière aan de zijlijn te richten.

## Statistieken
| Seizoen | Club              | Land      | Competitie     | Wed. | Goals |
| ------- | ----------------- | --------- | -------------- | ---- | ----- |
| 2001-02 | Sint-Truidense VV | België    | Eerste Klasse  | 0    | 0     |
| 2002-03 | Sint-Truidense VV | België    | Eerste Klasse  | 6    | 0     |
| 2003-04 | Sint-Truidense VV | België    | Eerste Klasse  | 23   | 1     |
| 2004-05 | Sint-Truidense VV | België    | Eerste Klasse  | 30   | 3     |
| 2005-06 | KVC Westerlo      | België    | Eerste Klasse  | 33   | 1     |
| 2006-07 | KVC Westerlo      | België    | Eerste Klasse  | 32   | 0     |
| 2007-08 | KVC Westerlo      | België    | Eerste Klasse  | 23   | 3     |
| 2008-09 | KVC Westerlo      | België    | Eerste Klasse  | 22   | 0     |
| 2009-10 | RAEC Mons         | België    | Tweede Klasse  | 39   | 5     |
| 2010-11 | RAEC Mons         | België    | Tweede Klasse  | 28   | 1     |
| 2011-12 | RAEC Mons         | België    | Eerste Klasse  | 14   | 2     |
| 2012-13 | RAEC Mons         | België    | Eerste Klasse  | 23   | 2     |
| 2013-14 | KV Oostende       | België    | Eerste Klasse  | 26   | 1     |
| 2014-15 | KV Oostende       | België    | Eerste Klasse  | 0    | 0     |
| 2015-16 | FC Eindhoven      | Nederland | Eerste divisie | 24   | 1     |
| Totaal  | Totaal            | Totaal    | Totaal         | 323  | 20    |

## Trainerscarrière

### Lommel SK
In november 2016 werd hij, nadat hij er in de zomer van 2016 was aangesteld als sportief coördinator, hoofdcoach van Lommel United. Van Imschoot slaagde er niet in om Lommel in Eerste klasse B te houden. Op het einde van het seizoen keerde hij terug naar zijn functie als sportief coördinator en werd Wouter Vrancken de nieuwe trainer van de club, die voortaan Lommel SK zou heten. Toen Vrancken in oktober 2017 opstapte om persoonlijke redenen, sprong Van Imschoot opnieuw bij als trainer. Hij werd kampioen met de club in Eerste klasse amateurs en keerde terug naar Eerste klasse B. In zijn eerste volledige seizoen als hoofdtrainer (2018/19) slaagde hij erin om het behoud te verzekeren. 

### KRC Genk
Op 18 juni 2019 werd bekend dat hij Lommel verlaat om vanaf het seizoen 2019/20 assistent-coach te worden bij KRC Genk. Hij werd er de assistent van Felice Mazzu, die eveneens nieuw was bij de club. Toen Mazzu op 12 november 2019 ontslagen werd, mocht ook Van Imschoot meteen vertrekken.

### Lierse Kempenzonen
Op 28 maart 2020 maakte Lierse Kempenzonen bekend dat Van Imschoot hun nieuwe trainer zou worden.